# Academia de San Carlos
Die Academia de San Carlos war die nationale Kunstakademie für Bildhauerei Mexikos mit Sitz in Mexiko-Stadt. Aus ihr gingen 1929 die Escuela Nacional de Artes Plásticas (ENAP) und die Escuela Nacional de Arquitectura (ENA) an der Universidad Nacional Autónoma de México hervor. Letztere wurde später zur Fakultät für Architektur der UNAM. Die ENAP führt den Traditionsnamen Academia de San Carlos fort. Umgangssprachlich wird er auch für die Fakultät für Architektur verwendet. 

## Geschichte
Die traditionsreiche Akademie, aus der viele namhafte Künstler hervorgingen, wurde mit Erlass vom 25. Dezember 1783 als Real Academia de San Carlos de las Nobles Artes (dt.: „Königliche Akademie von San Carlos der edlen Künste“) für Architektur, Malerei und Bildhauer im historischen Zentrum von Mexiko-Stadt an der calle del Amor de Dios errichtet. Seit ihrem Bestehen wurde die Akademie mehrfach umbenannt, 1821 zur Academia Nacional de San Carlos de México, 1863 zur Academia Imperial de San Carlos de México und 1867 zur Escuela Nacional de Bellas Artes (ENBA). Von 1861 bis zu seinem Tode leitete Santiago Rebull Gordillo die Schule, danach bis 1912 Antonio Rivas Mercado.
1929 wurde sie aufgegliedert in die Hochschule für Bildende Künste Escuela Nacional de Artes Plásticas und die Hochschule für Architektur Escuela Nacional de Arquitectura, die wiederum 1933 in die Universitätsstadt der UNAM verlegt und zur Fakultät für Architektur wurde.

## Escuela Nacional de Artes Plásticas
Die ENAP bietet unter anderem auch Aufbaustudiengänge an und  verfügt heute über bedeutende Sammlungen von Kunstdrucken, Zeichnungen, Gemälden, Fotografien, Skulpturen und Münzen für das Gebiet der Numismatik.